# El monstruo de Sanchezstein
El monstruo de Sanchezstein fue un programa de televisión emitido por la cadena española TVE entre 1977 y 1978.

## Mecánica
Emitido en el contenedor Un globo, dos globos, tres globos, dirigido al público infantil, el espacio, a modo de concurso, pretendía desarrollar y premiar las habilidades mentales y dialécticas de los niños.
Los conductores del programa representaban los personajes del Profesor Sanchezstein (Pedro Valentín), Amanda, su ayudante (María Luisa Seco) y Luis Ricardo, el monstruo (Pepe Carabias), un remedo entrañable del monstruo de Frankenstein, que debía obedecer textualmente las órdenes que daban los niños para superar las pruebas presentadas a la voz de Luis Ricardo, cantidubi dubi dubi cantidubi dubi da ¡ya! Éstos, tres cada semana, formaban pareja con un personaje conocido que les ayudaba en la mecánica del juego.